# Reuben Gauci
Reuben Gauci (* 28. Oktober 1983 in Mellieħa) ist ein ehemaliger maltesischer Fußballspieler.
Gauci begann das Fußballspielen beim örtlichen Verein SC Mellieħa. Von dort wurde er vom Floriana FC verpflichtet. Dort war er übergehend die Nummer 1 im Tor. Im Sommer 2005 wechselte er zum FC Marsaxlokk. Zwischenzeitlich wurde er in der Saison 2008/09 am Qormi FC ausgeliehen, um Spielpraxis zu bekommen. In der Saison 2009/10 spielte er leihweise beim FC St. Andrews. Anfang 2012 wechselte Gauci – zunächst leihweise – zum FC Birkirkara. In der Saison 2012/13 gewann er mit seiner Mannschaft die Meisterschaft. Im Jahr 2015 beendete er seine Karriere.
Für die maltesische Nationalmannschaft bestritt er 2005 sein einziges Länderspiel.

## Erfolge
- Maltesischer Meister: 2006/07 (mit FC Marsaxlokk), Saison 2012/13 (mit FC Birkirkara)